# Lümanda kommun
Lümanda kommun (estniska: Lümanda vald) var en landskommun i landskapet Saaremaa (Ösel) i Estland. År 2014 sammanslogs den med kommunerna Kärla och Kaarma för att bilda den nya kommunen Lääne-Saare (Västra Ösels kommun).
Den låg vid ön Ösels västkust mot Östersjön. Kommunen hade 876 invånare (2007). Centralort var Lümanda. Delar av Vilsandi nationalpark låg i kommunen.

## Geografi

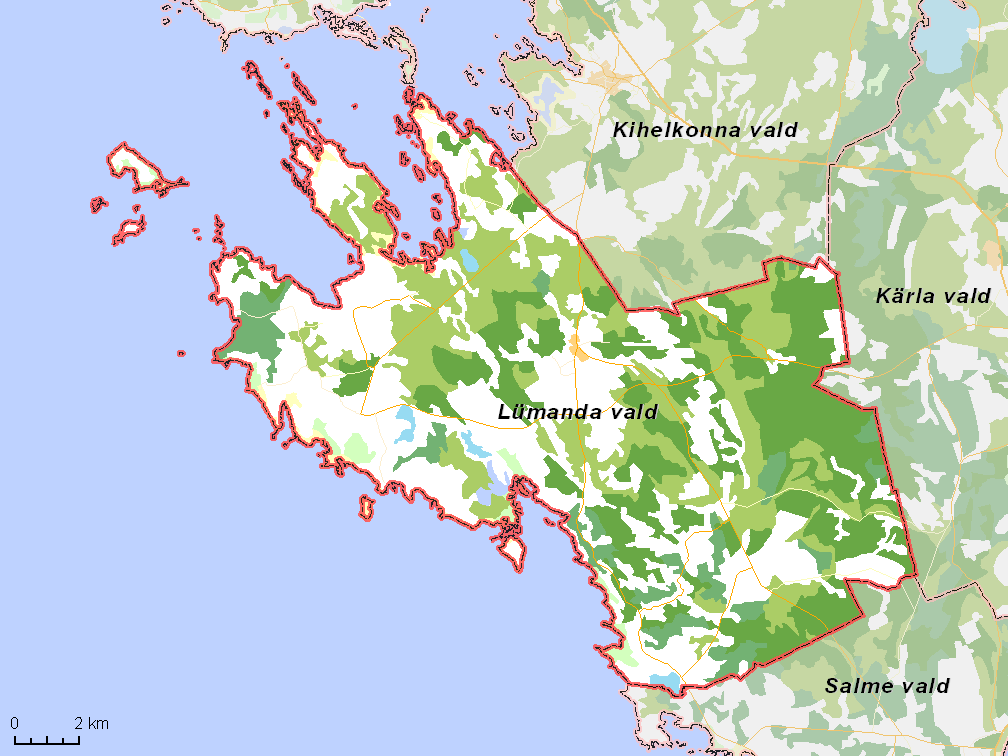
Kommunkarta

## Orter
Kommunen saknade tätorter; huvudorten var byn Lümanda (tyska: Lümmada).

### Byar
- Atla (tyska: Attel)
- Austla
- Eeriksaare
- Himmiste
- Jõgela
- Karala (Karral)
- Kipi
- Koimla
- Koki
- Koovi
- Kotlandi (Gotland)
- Kulli
- Kuusnõmme
- Kärdu
- Leedri
- Lümanda (Lümmada)
- Metsapere
- Mõisaküla
- Põlluküla
- Riksu
- Taritu
- Vahva
- Vana-Lahetaguse
- Varpe
- Viidu

## Kända Lümandabor
- Fabian von Bellingshausen (1778–1852), balttysk polarforskare och amiral i ryska flottan, uppväxt på godset Pilguse (tyska: Hoheneichen).